# Крис Гејлор
Кристофер Џејмс Гејлор (енгл. Christopher James Gaylor) је бубњар бенда The All-American Rejects. Тренутно живи у Едмонду у Оклахоми са цимером и другим чланом бенда Мајком Кенертијем. У вези је девет година са девојком по имену Стејси.

## Дискографија
Албуми
- The All-American Rejects "The All-American Rejects" 2002. година
- The All-American Rejects " Move Along" 2005. година

Демо Албуми
- The All-American Rejects "The Bite Back" 2005. година
- These Enzymes "Henry" 2004. година
- The All-American Rejects "Same Girl, New Songs" 2001. година

DVD
- The All-American Rejects "Live from Oklahoma...The Too Bad For Hell DVD" 2003. година